# NGC 939
NGC 939 è una vasta galassia ellittica situata nella costellazione dell'Eridano, a una distanza di circa 241 milioni di anni luce dalla nostra Via Lattea.

## Scoperta
La galassia è stata scoperta il 18 ottobre 1835 dall'astronomo britannico John Herschel.

## Gruppo di ESO 246-21

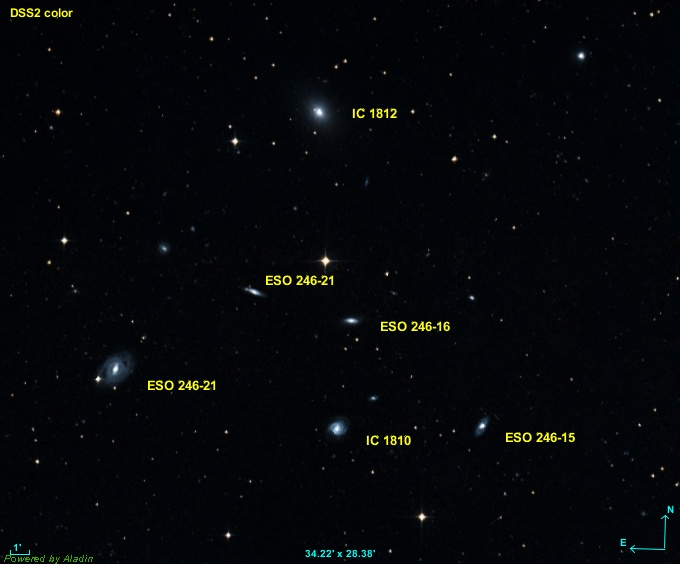
Sei galassie del gruppo di ESO 246-21.

NGC 939 fa parte di un gruppo di galassie che comprende 8 membri, il Gruppo di ESO 246-21. Le altre galassie del gruppo IC 1810, IC 1812, NGC 954, ESO 246-15, ESO 246-16 e ESO 246-22.